# Olly Moss
Olly Moss (Winchester, 1987. január 24. –) brit művész, grafikus, illusztrátor, aki elsősorban filmposzterek újragondolása révén vált ismertté. Művei gyakran szerepeltek az Empire magazinban.

## Pályafutása
Moss készítette el a Thor című film egyik poszterét, Craig Kyle és Kevin Feige, a Marvel Entertainment vezetői megbízásából. A további nevesebb munkái közé tartozik a Resistance 3 című videójáték borítóképe, ami hatására egy hasonló stílusú előzetes videó is készült.
Diplomáját 2008-ban tette le a University of Birminghamben, ahol irodalmat tanult. Moss az IGN UK és az A Life Well Wasted podcastjeinek rendszeres vendége.
Moss 2013 szeptemberében a Mark of the Ninja vezetőtervezőjével, Nels Andersonnal és Jake Rodkinnal és Sean Vanamannel, a Telltale Games egykori alkalmazottaival megalapította a Campo Santo játékstúdiót. A cég első videójátéka, a Firewatch 2016 februárjában jelent meg.